# Szpital Partyzancki Franja

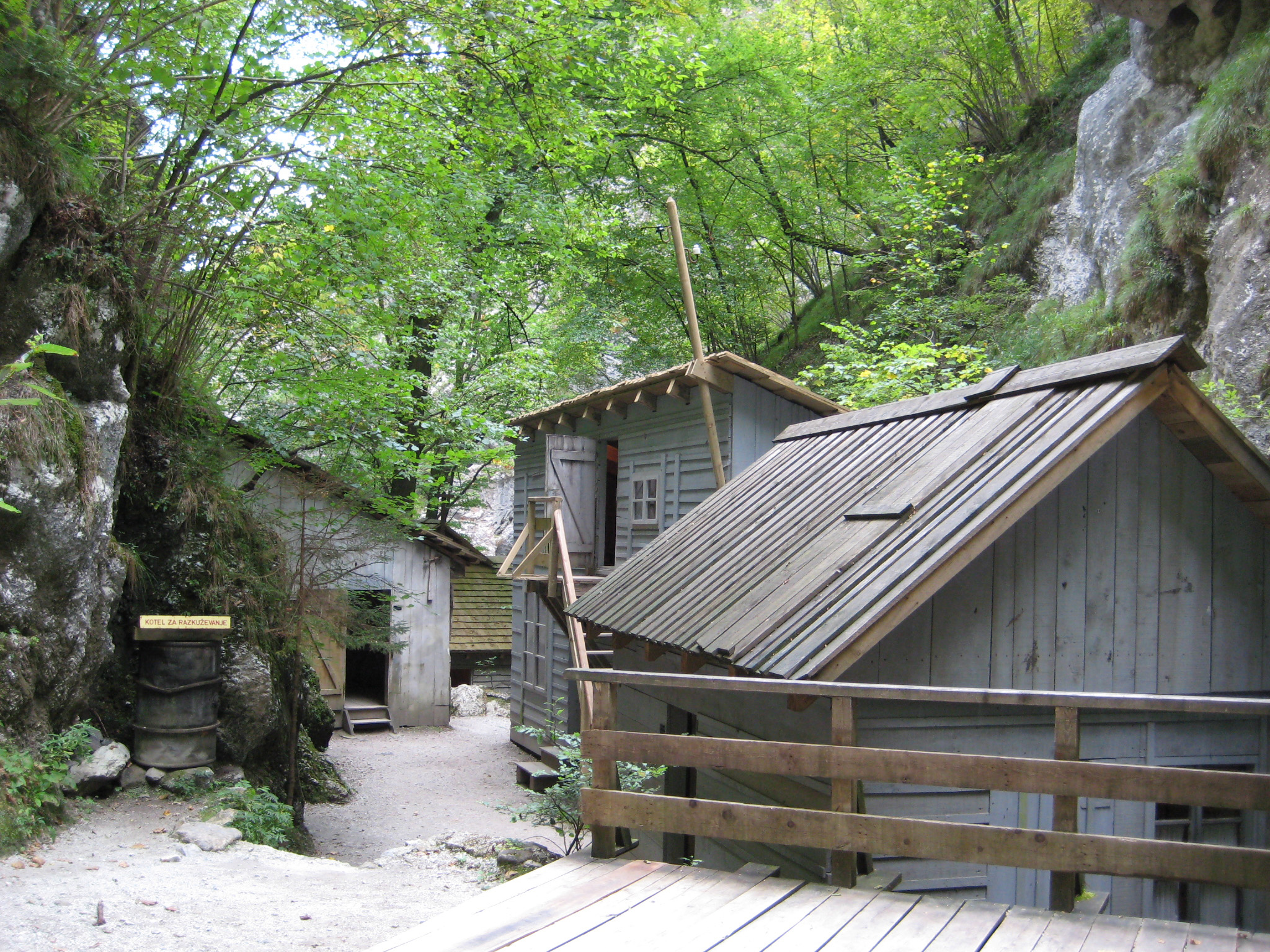
Słoweński wojskowy szpital partyzancki Franja

Słoweński wojskowy szpital partyzancki Franja (słoweń. Slovenska vojna partizanska bolnica Franja; 536 m n.p.m.) – szpital (lazaret), który podczas II wojny światowej od początku zimy 1943 do maja 1945 działał w pobliżu wsi Dolenji Novaki koło Cerkna w ciężko dostępnym wąwozie Pasicy.
Wybudowana została celem leczenia rannych i ciężko chorych na obszarze 9. korpusu słoweńskich wojsk partyzanckich. Nosi imię dr Franji Bojc Bidovec, lekarki tego szpitala. Szpital Franja był zorganizowany w więcej małych oddziałów w węższej i szerszej okolicy, w czasie działalności zaś leczyło się w nim około 1000 żołnierzy z Jugosławii i z zagranicy zarówno z państw alianckich jak i państw Osi. Po II wojnie światowej obiekt został uznany za zabytek historyczny i atrakcję turystyczną, otrzymał znak europejskiego dziedzictwa i odznakę Amerykańskiego Stowarzyszenia Lotników-Weteranów Wojennych.
Silne opady 18 września 2007 uderzeniem wody całkowicie zniszczyły 14 z 16 baraków szpitala Franja. Kustosz, który był podczas burzy w szpitalu, ledwie się uratował. W oryginalnym miejscu zostały baraki 1 (dla rannych i bunkier) i 9 (barak dla rannych i stolarnia). Zniosło prawie wszystkie przedmioty zachowane z II wojny światowej. Po niszczycielskiej burzy rozpoczęto prace remontowe i restauratorskie, które finansowała gmina Cerkno i Ministerstwo Środowiska i Przestrzeni Republiki Słowenii, pieniądze wpłynęły też z zagranicy oraz w formie wolnych datków.
 Na miejscu starych baraków i zaginionych szpitalnych przedmiotów wybudowano repliki, reszta oryginalnych przedmiotów jest zaś w muzeum w Cerknie.
Szpital Franja jest ponownie otwarty dla wizyt turystycznych od maja 2010.
Na pamiątkę szpitala odbywa się corocznie kolarski maraton Franja, który zaczyna się i kończy w Lublanie.

## Historia
Szpital Franja po raz pierwszy zaczął działać 23 grudnia 1943, kiedy przyjął pod opiekę 7 rannych. W kwietniu 1944 niemieckie patrole po raz pierwszy napadły szpital, ranni i personel przenieśli się, jednak już po paru miesiącach znowu się osiedlili. Po napadzie działał aż do wyzwolenia, jednak został w tym czasie (24 marca 1945) znowu napadnięty. 5 maja 1945 ranni i personel opuścili szpital i wąwóz - odtąd dalej służył jako pomnik historyczny i atrakcja turystyczna. Szpital Franja był jednym z rzadkich dobrze zachowanych szpitali partyzanckich z okresu II wojny światowej w Słowenii. Sprawne działanie szpitala było zasługą także wieśniaków, którzy pomagali przy opiece jedzeniem, lekarstwami i materiałem sanitarnym. Budowniczy szpitala najpierw zaprojektowali tylko kilka baraków, ale okazało się, że potrzeby opieki nad rannymi były dużo większe. Rannym przed drogą do szpitala zawiązywano oczy, by później przy możliwych torturach okupantów nie mogli wydać danych o lokalizacji. Szlak do szpitala podczas wojny ze względów bezpieczeństwa wiódł potokiem Čerinščica, który płynie przez wąwóz Pasicy.
Szpital składał się z 14 baraków różnej wielkości i przeznaczenia. Oprócz baraków dla rannych były między innymi w szpitalu także sala operacyjna, izolatka, barak rentgenowski, pokój dla lekarzy, barak dla personalu, dom inwalidów, skład żywności, kuchnia, pralnia i łaźnia, stolarnia i cała centrala elektryczna.
Umarłych najpierw chowano na wiejskim cmentarzu, potem zaś na lewym brzegu Čerinščicy, tuż przed wejściem do wąwozu. Umarłym do grobu kładziono butelkę z danymi (imię, nazwisko, także datę urodzenia i śmierci oraz powód śmierci). Po wojnie przeniesiono ich do wspólnego grobu na cmentarzu w Cerknie.
W szpitalu wydawano też własny biuletyn Bolniški list.
Chociaż szpital Franja był słoweńskim szpitalem wojskowym, leczyli się w nim też Włosi, Francuzi, Rosjanie, Polacy, dwaj Amerykanie i dwaj Austriacy, co świadczy o szanowaniu konwencji genewskiej, gdyż byli w tym czasie Włosi i Austriacy po stronie Niemców.
52 lata po wojnie, to jest w 1997, Amerykańskie Stowarzyszenie Lotników-Weteranów Wojennych wyraziło Szpitalowi Partyzanckiemu Franja uznanie za pomoc i leczenie ich członka, Harolda Adamsa.

## Obiekty

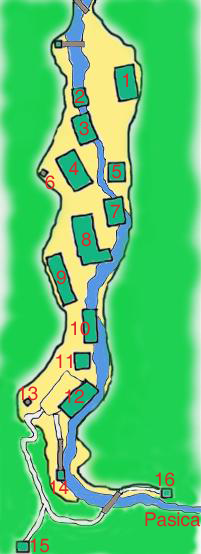
Przegląd obiektów

Obiekty na obszarze szpitala są oznaczone numerami:
1. Barak dla rannych i bunkier
2. Izolatka
3. Barak operacyjny
4. pokój dla lekarzy i pokój dla rannych
5. Barak rentgenowski
6. Skład ubrań
7. Kuchnia
8. Barak dla rannych i jadalnia
9. Skład, pracownia, pokój dla rannych oficerów, pokój komisarza
10. Barak dla personelu
11. Łaźnia i pralnia
12. Dom inwalidów
13. Zbiornik wody
14. Centrala elektryczna
15. Przestrzeń do zakopywania części ciała
16. Schron dla rannych

## Galeria

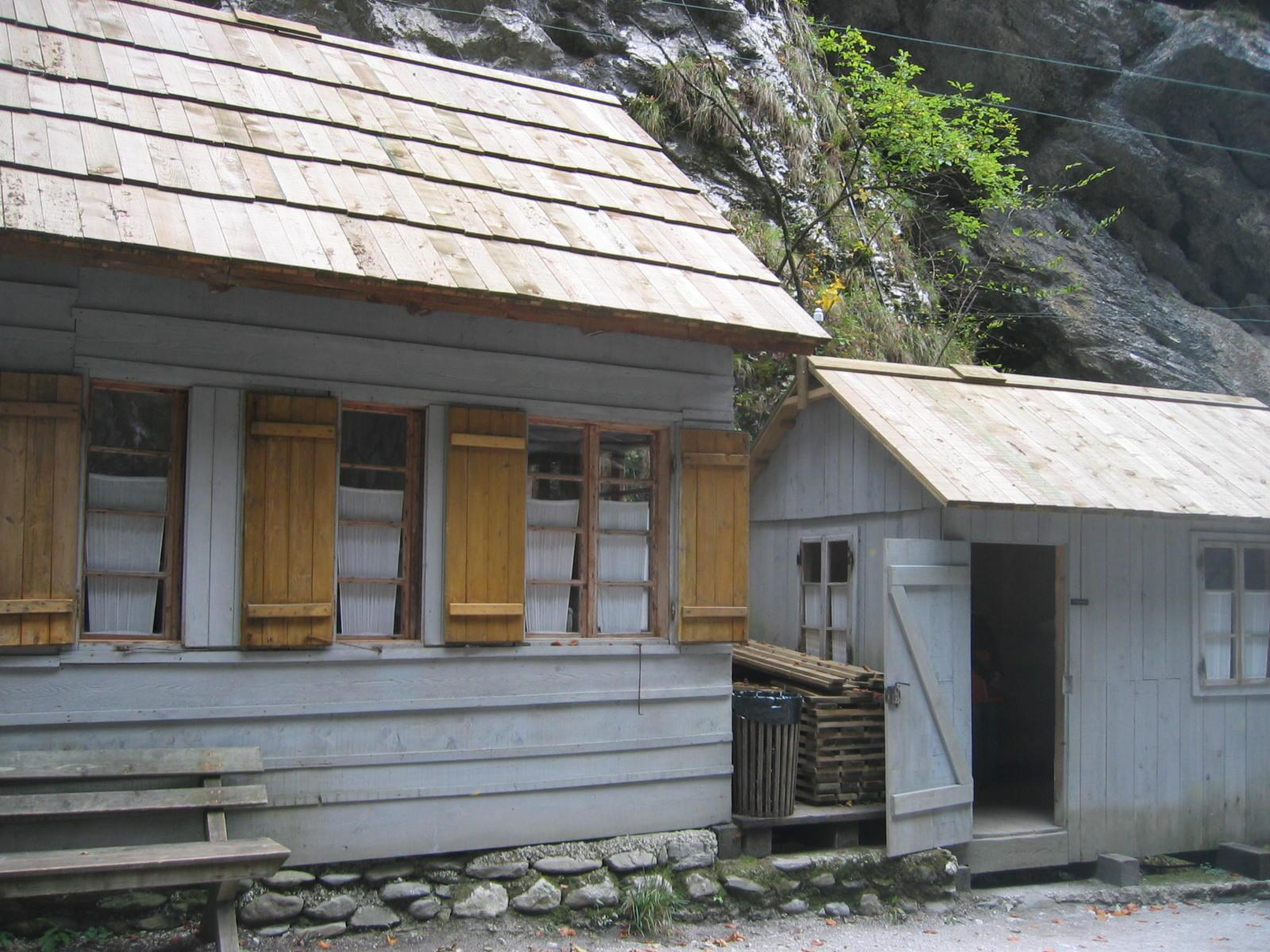
Izolatka (po prawej) i barak operacyjny (po lewej)
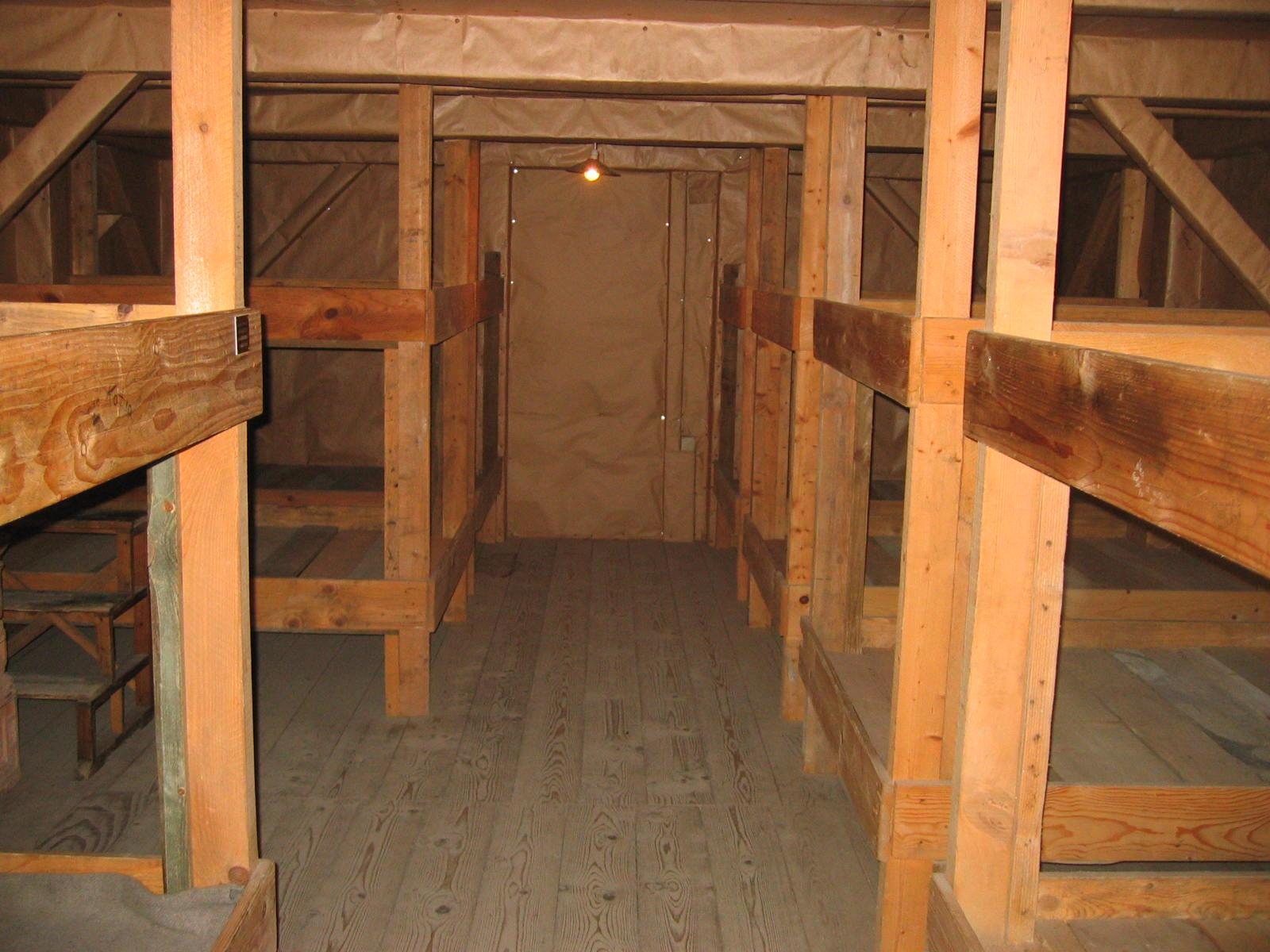
Pokój dla rannych
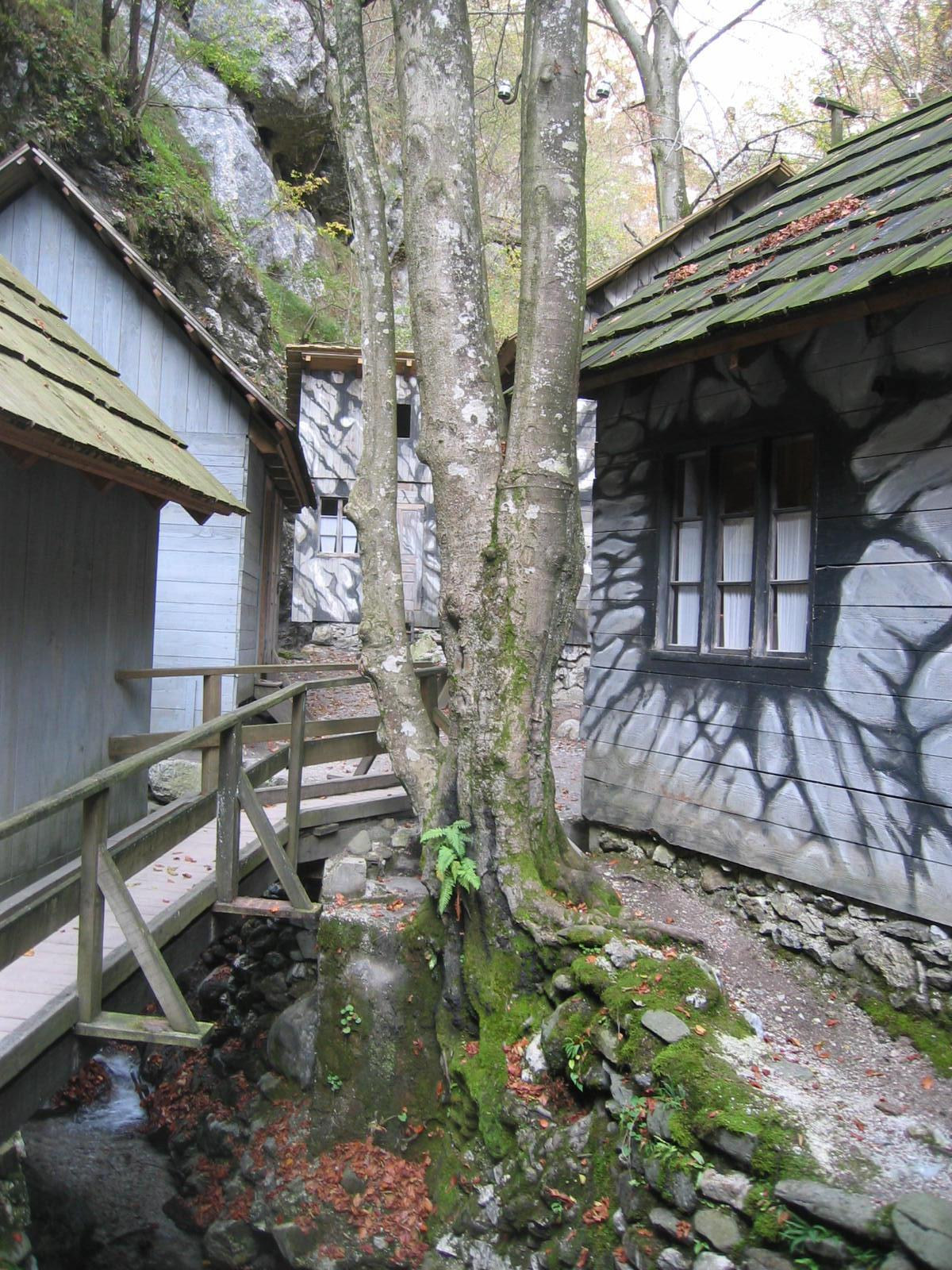
Potok Čerinščica, po prawej obiekt dla lekarzy
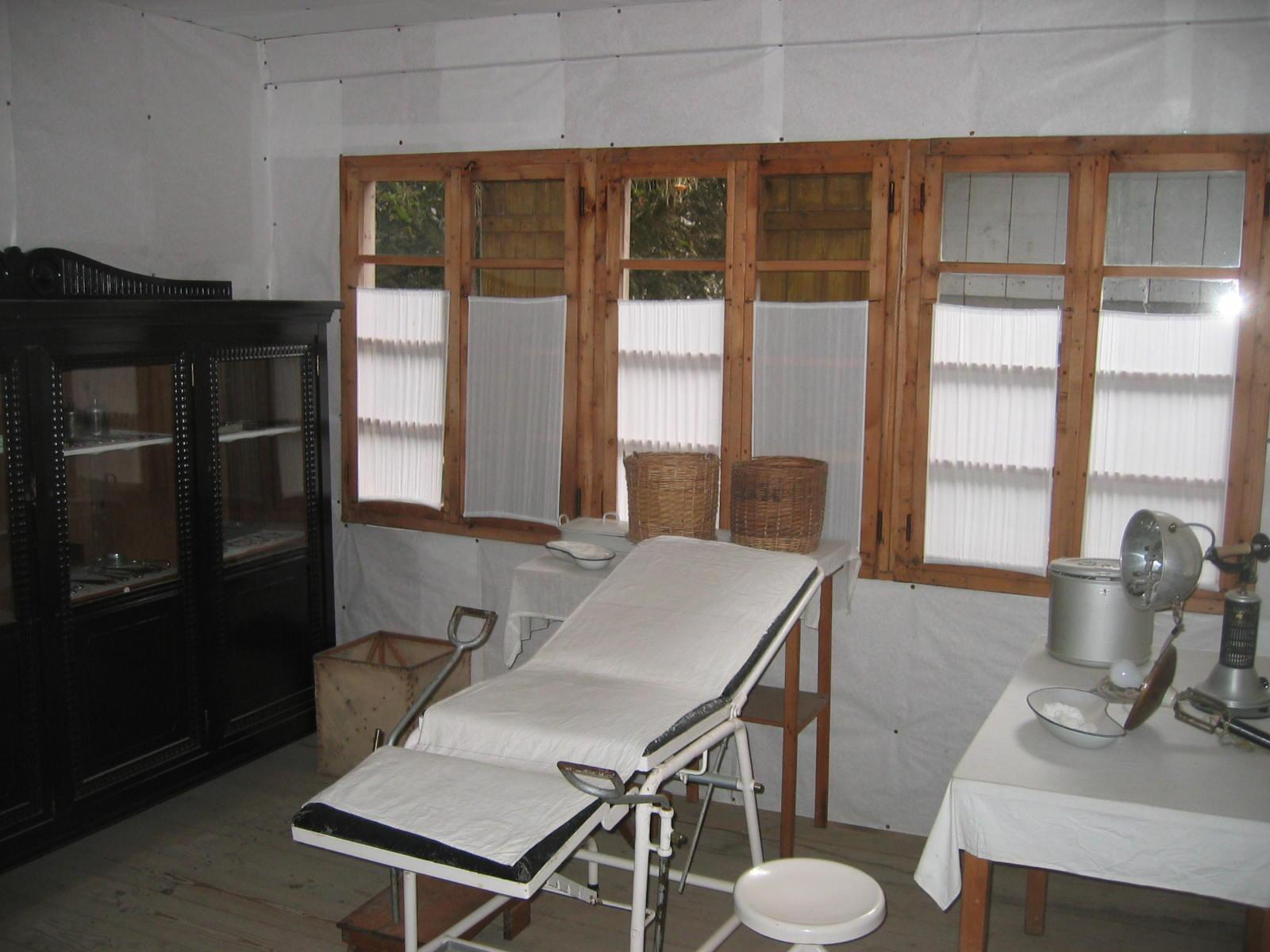
Stół operacyjny
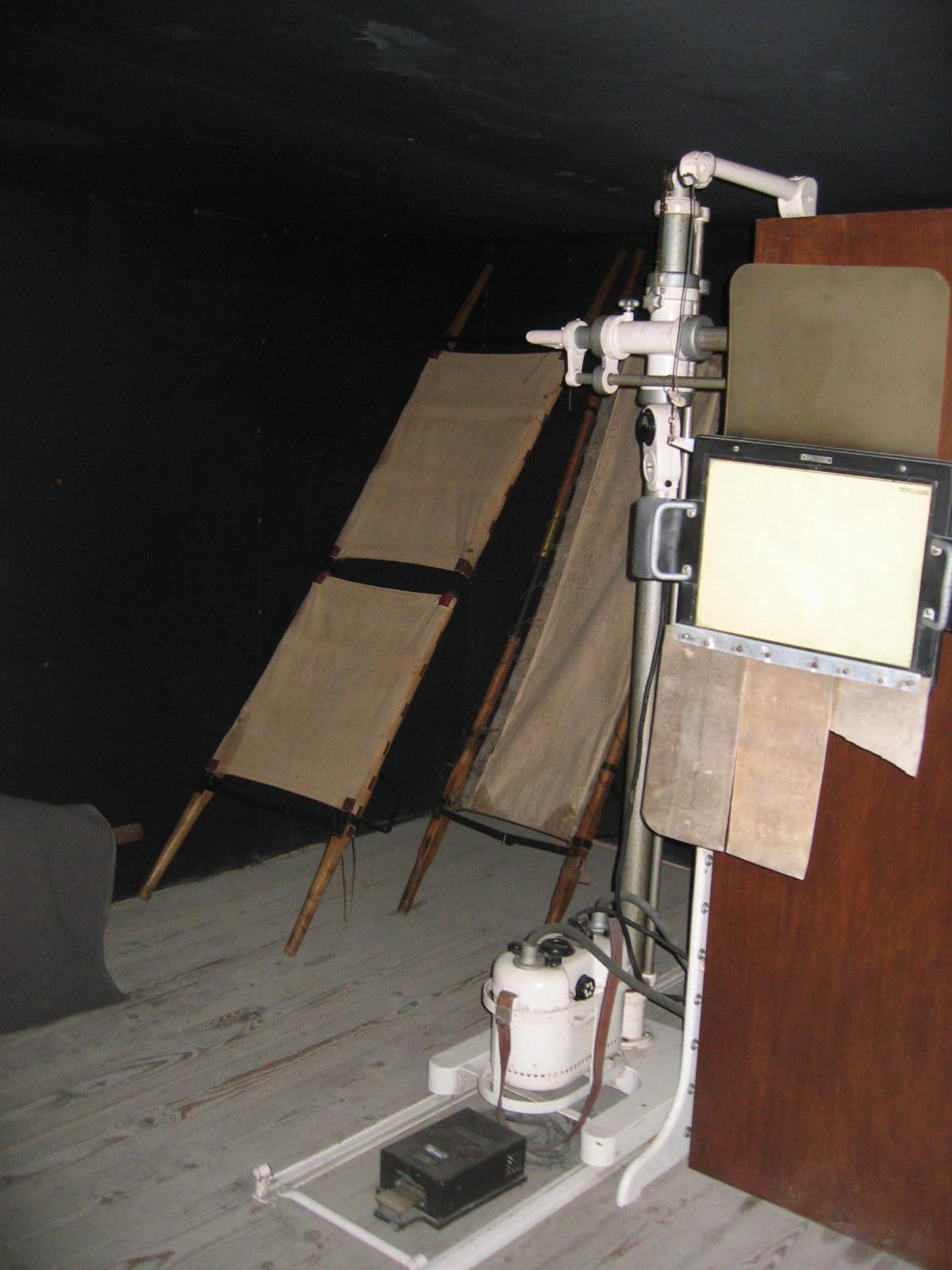
Rentgen
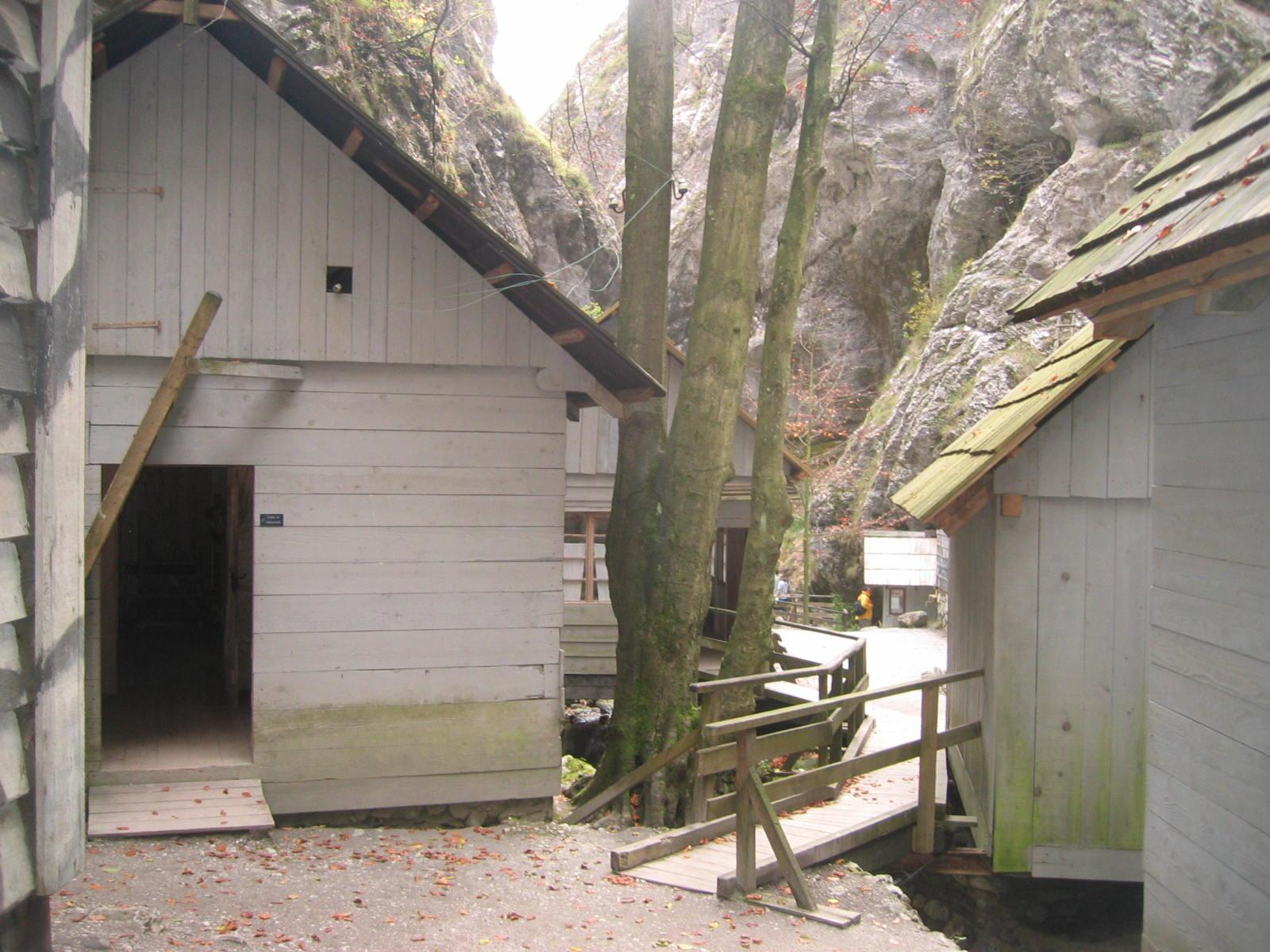
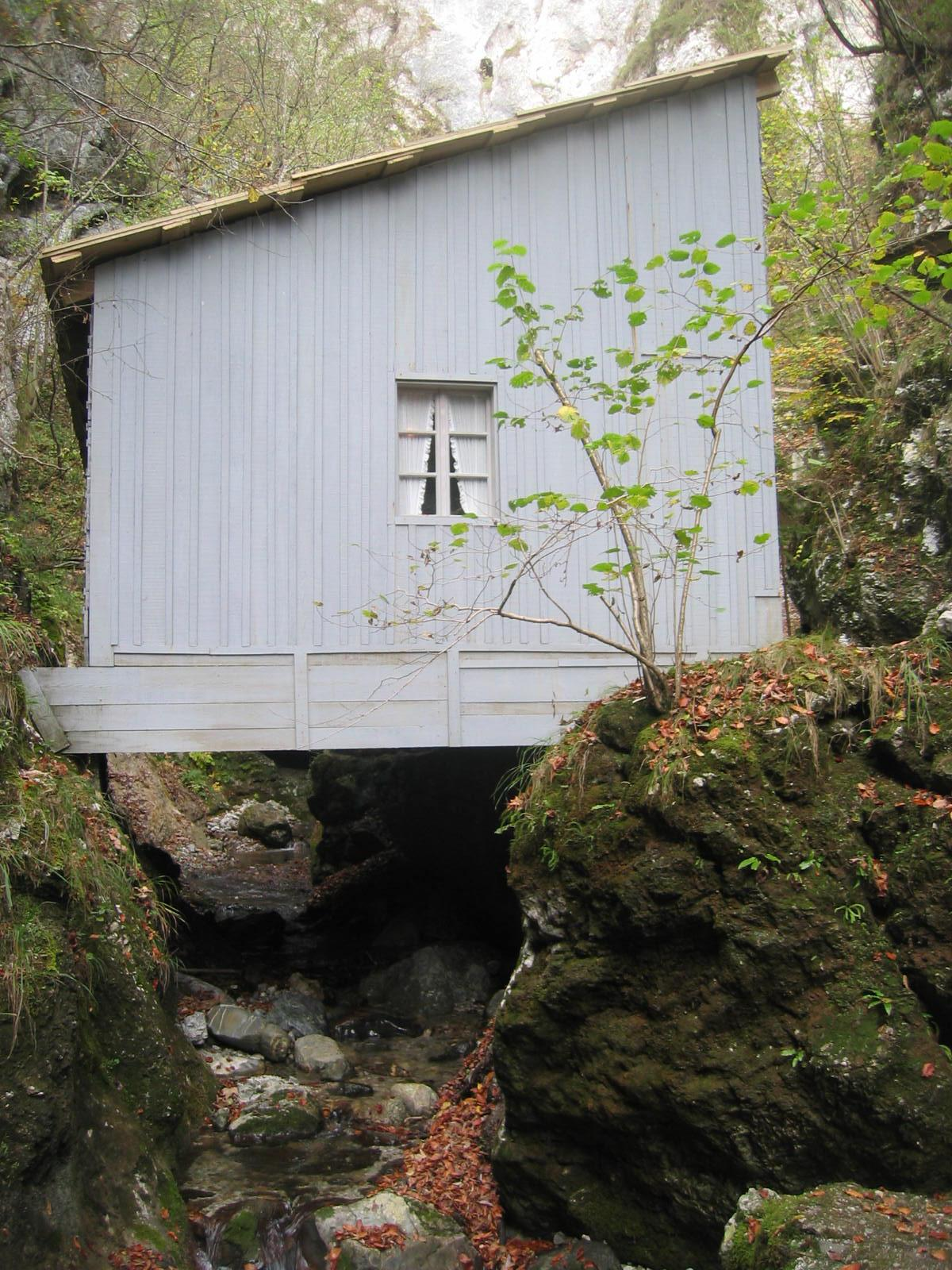
Pokój personelu
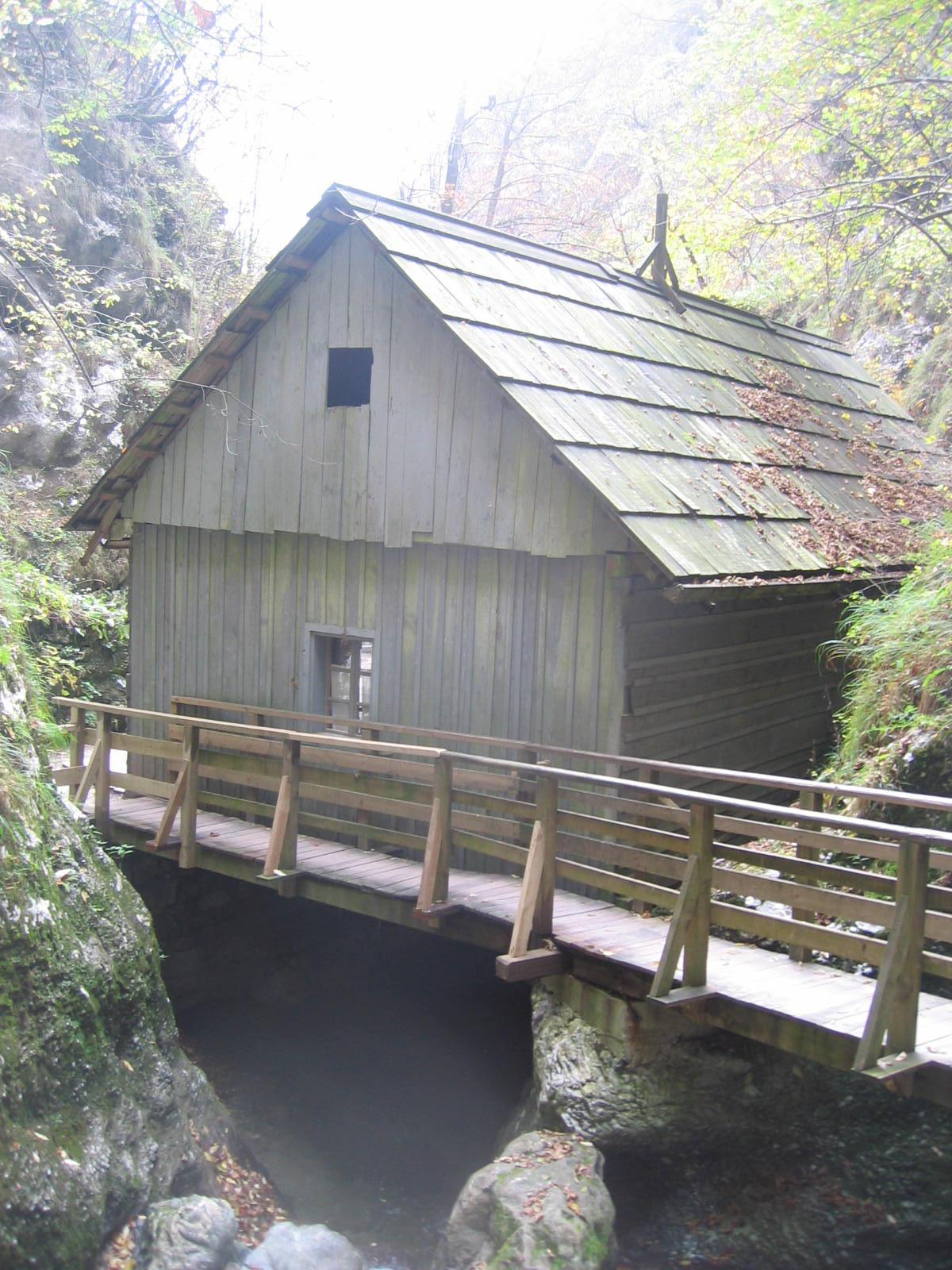
Dom inwalidów
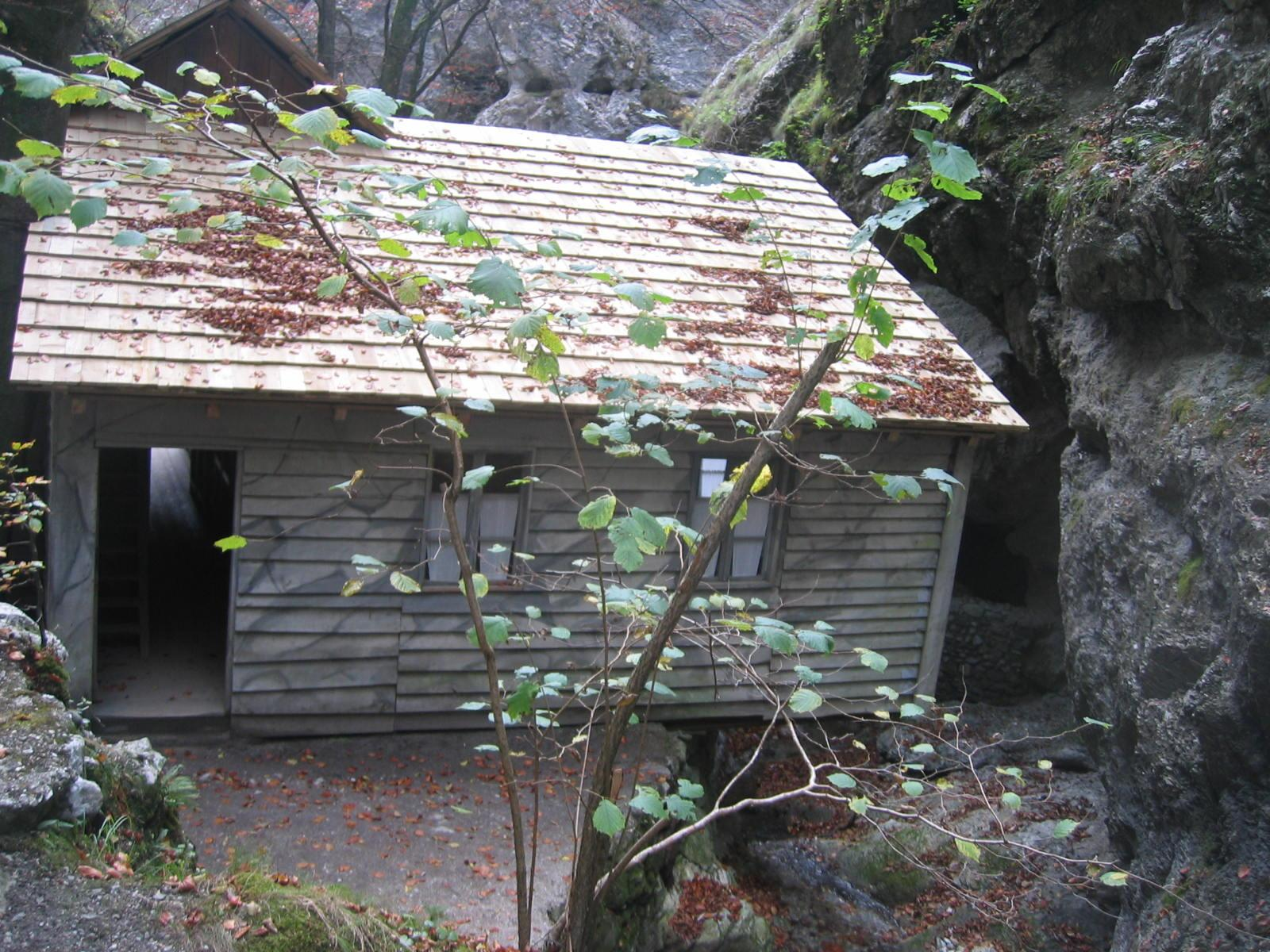
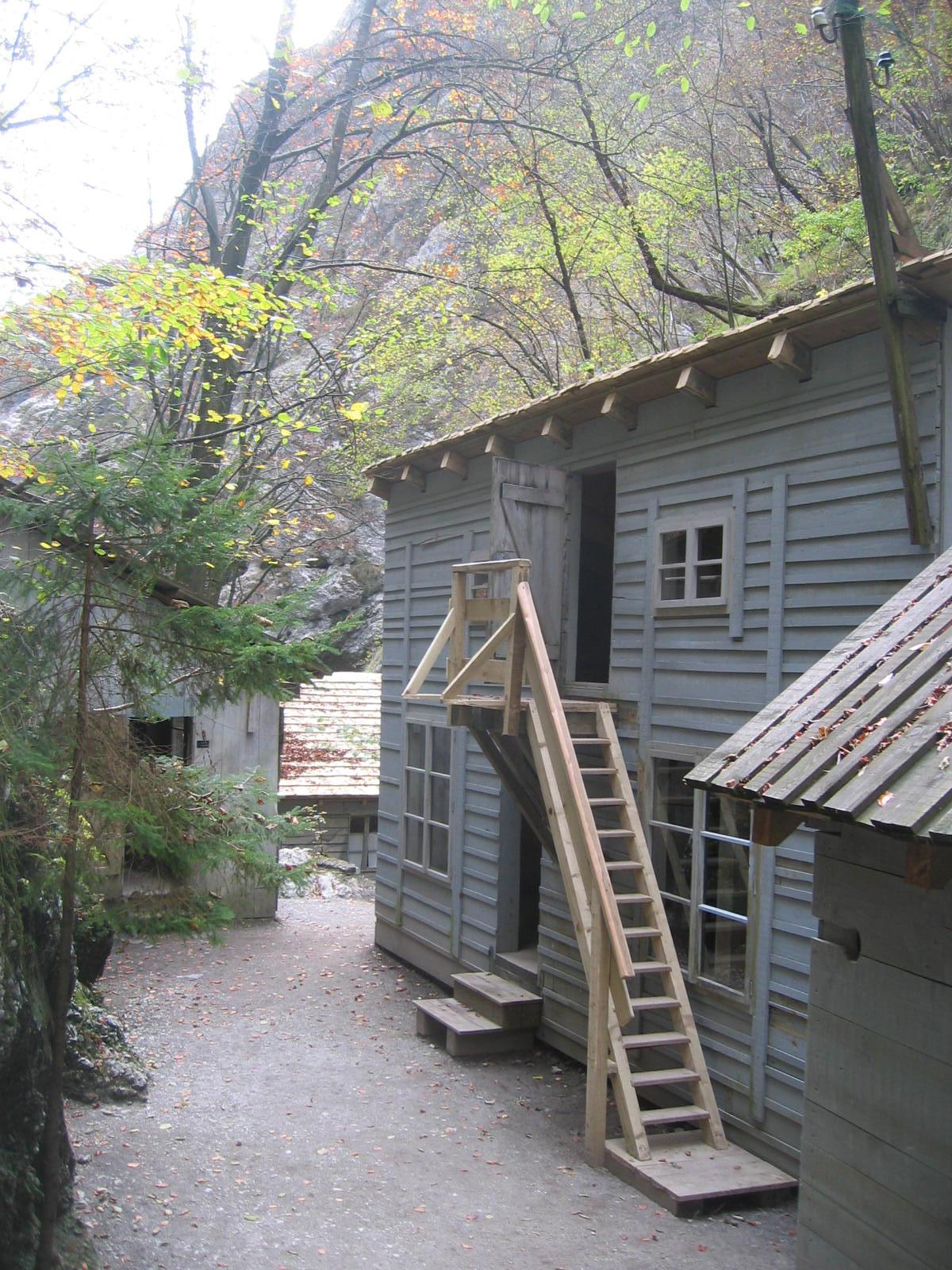
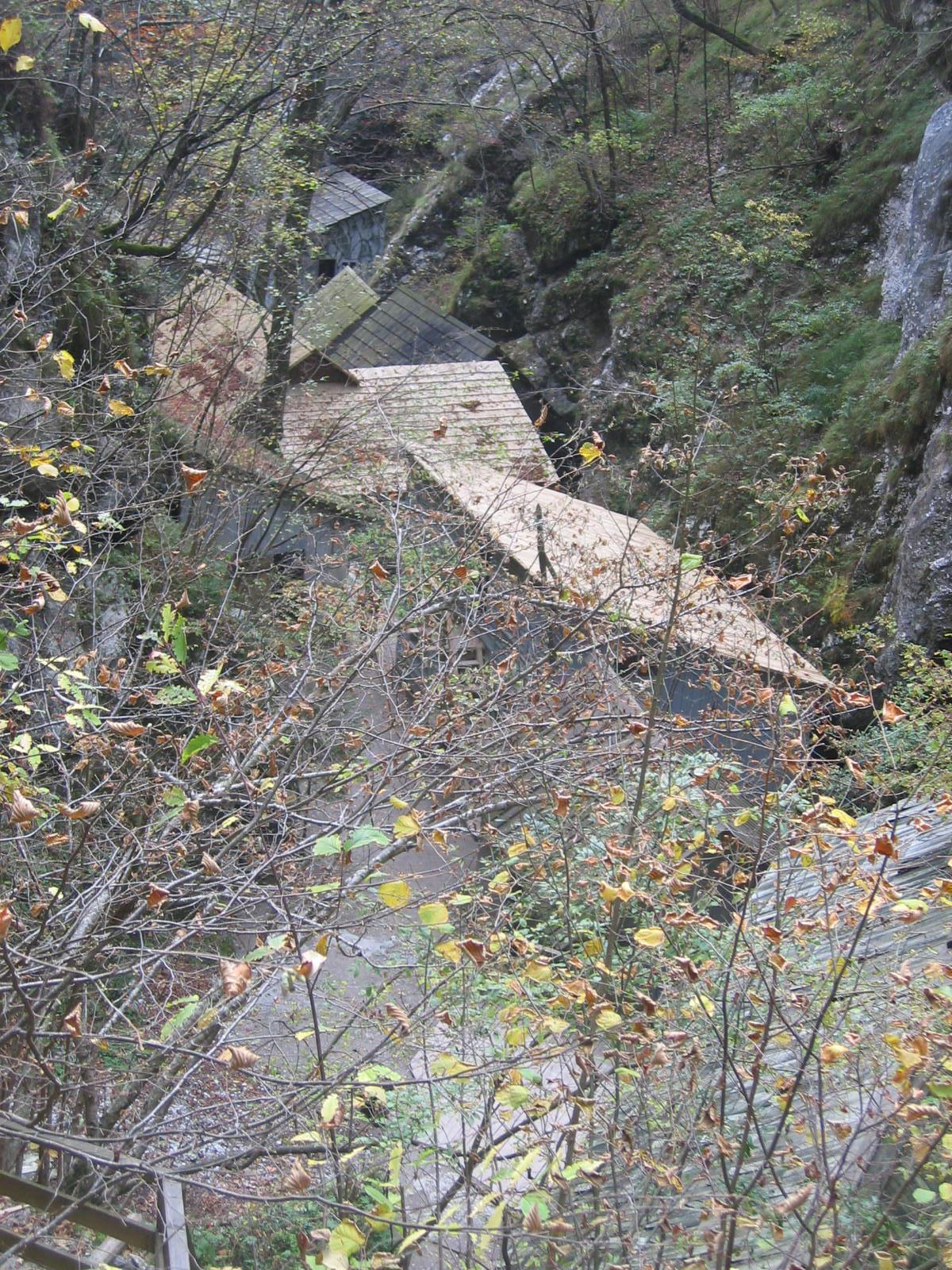
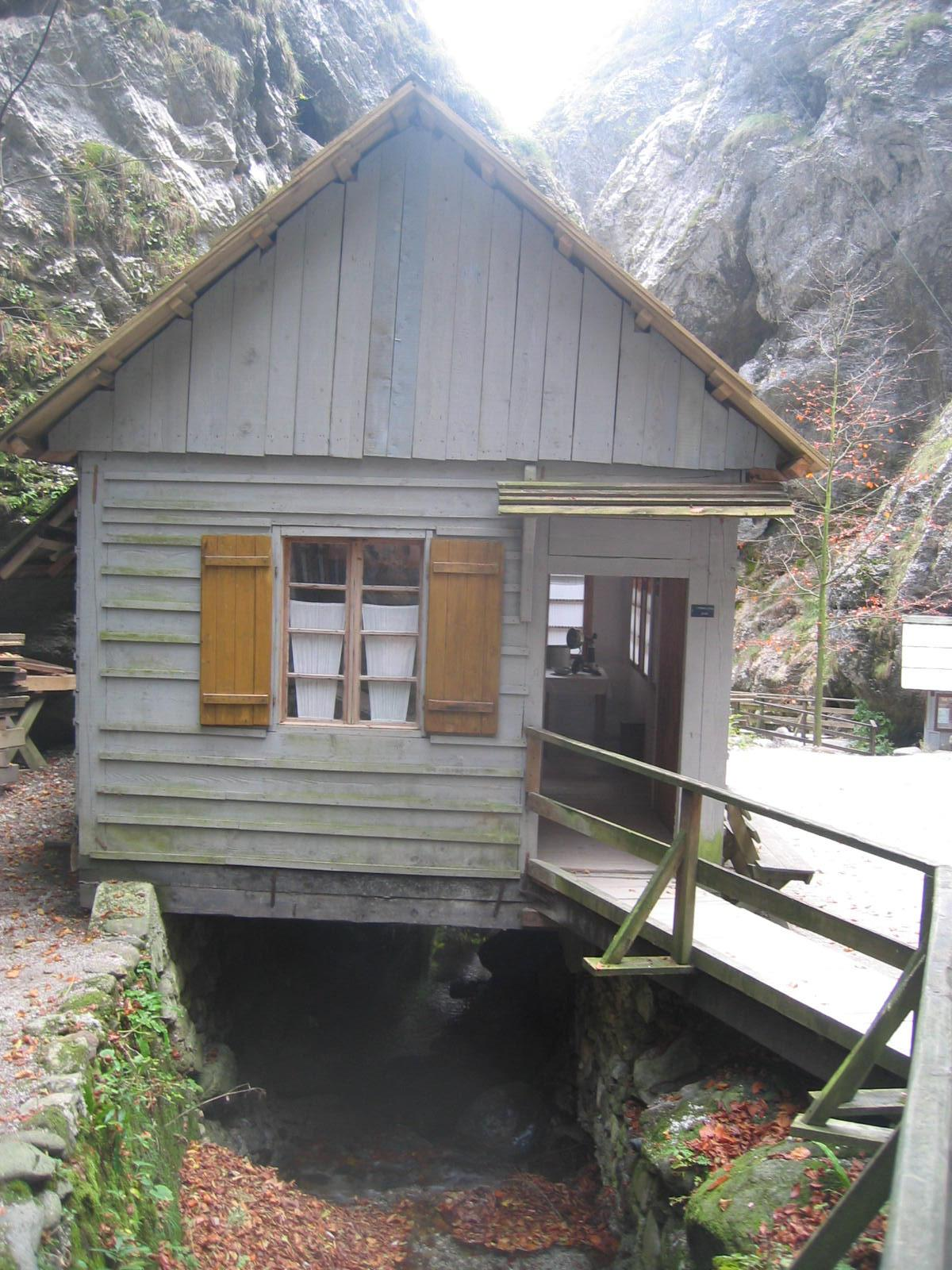
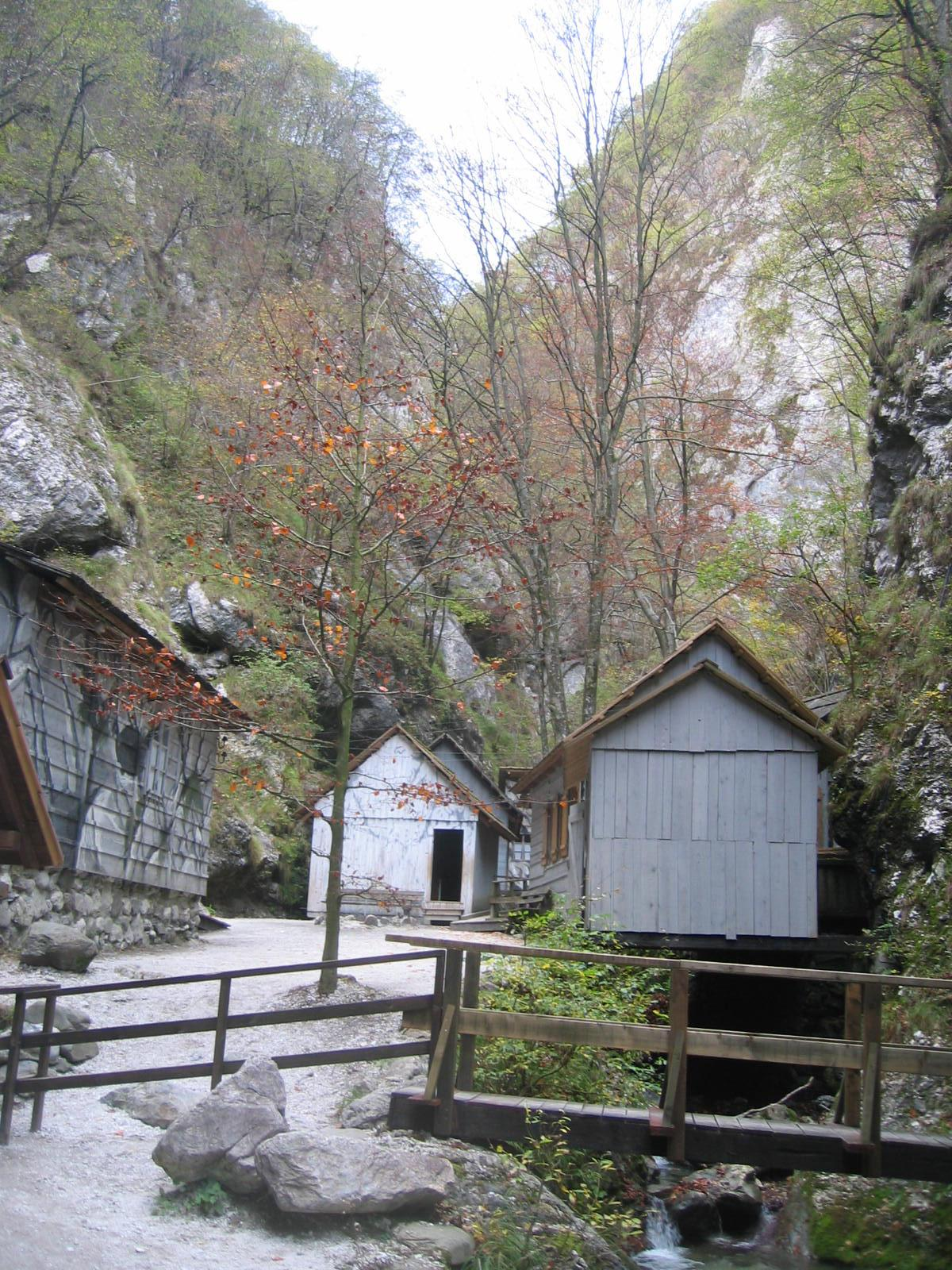
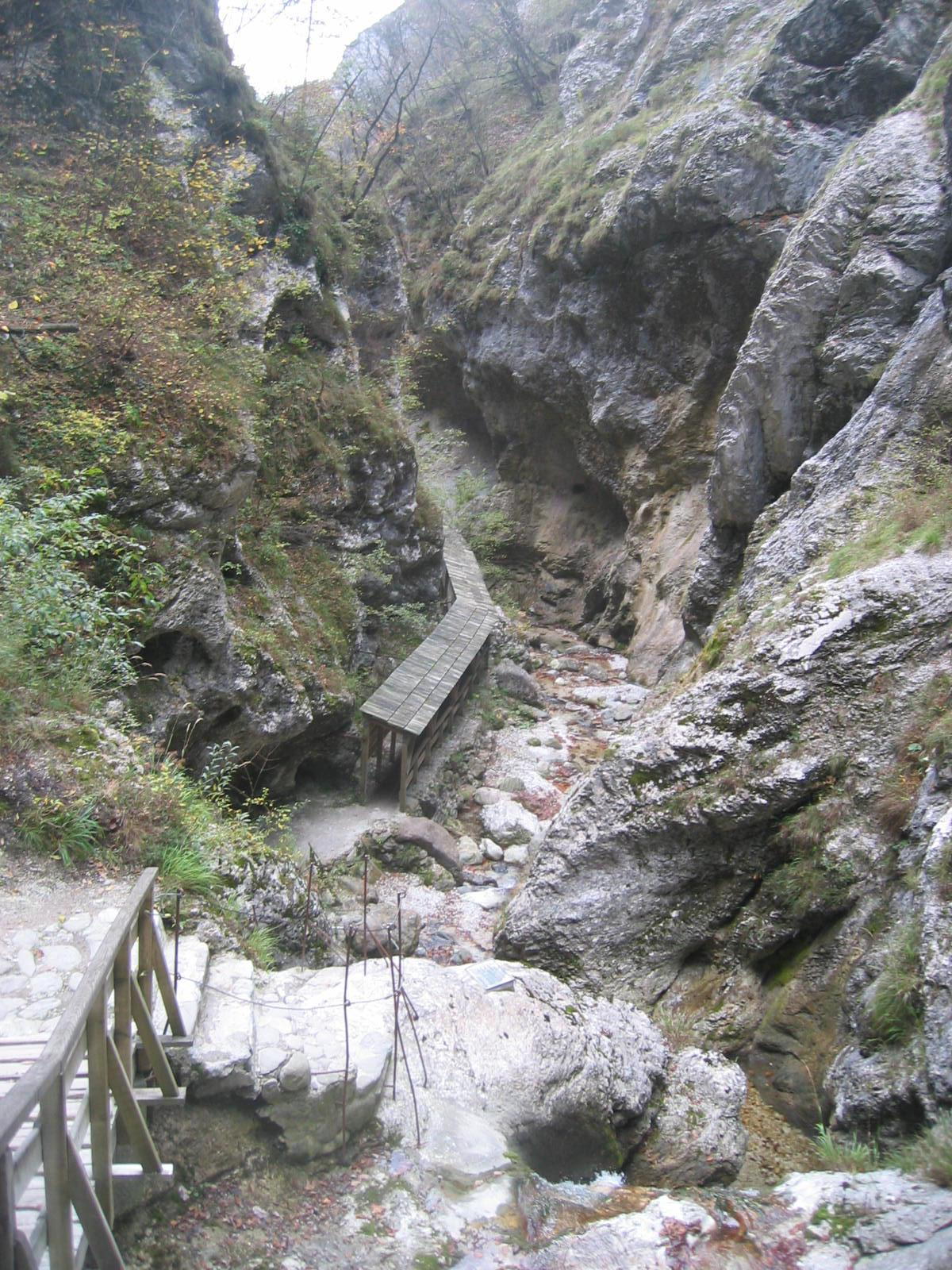
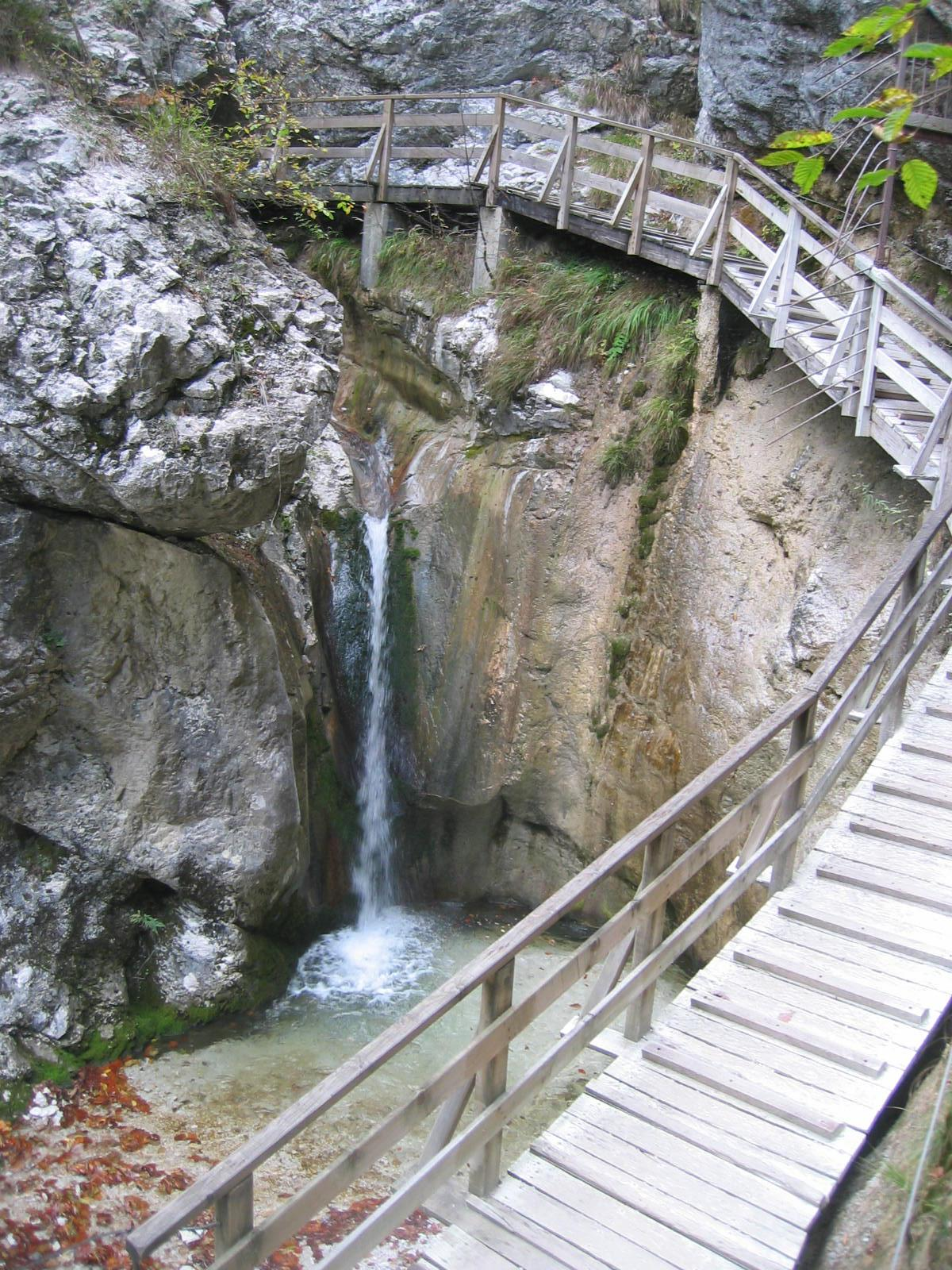
Szlak do szpitala
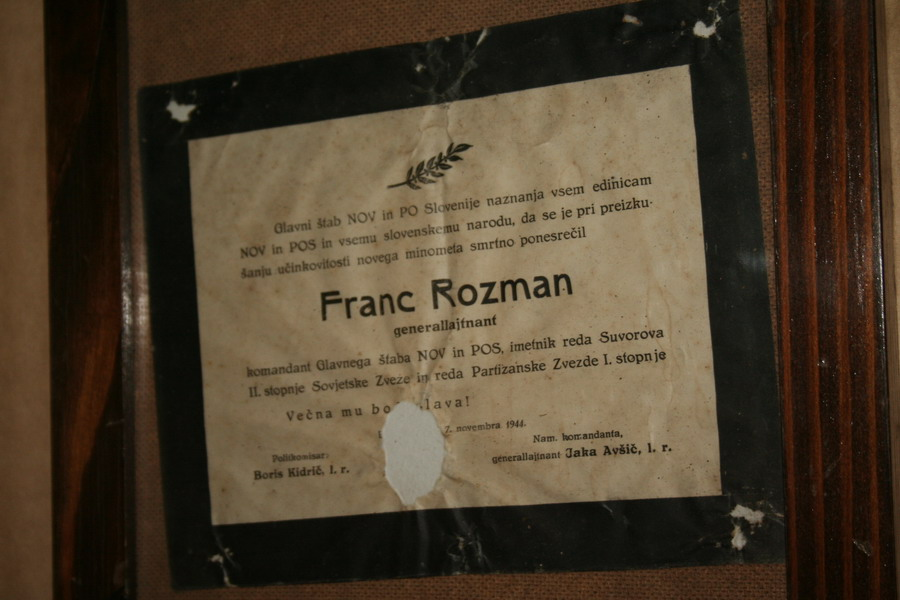
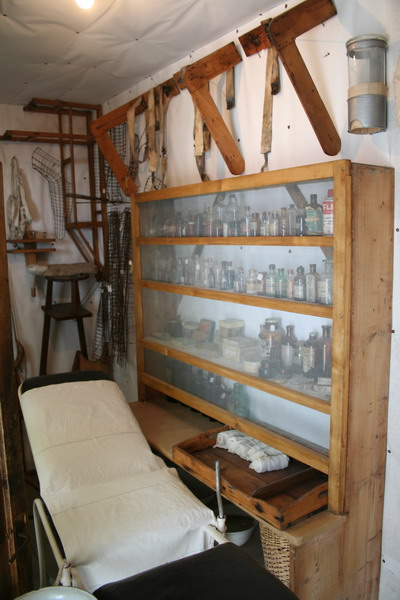
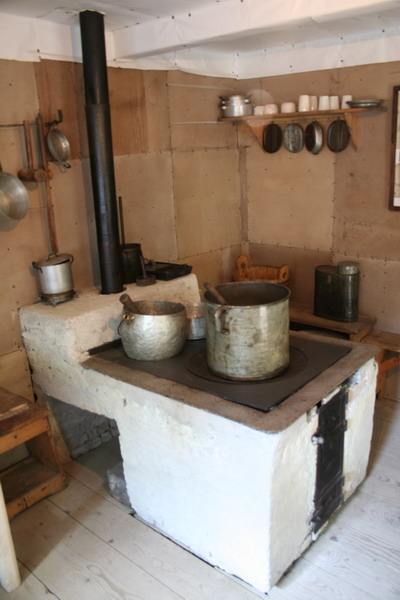
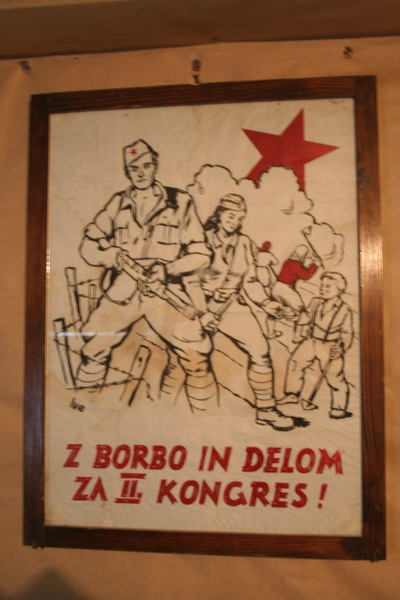
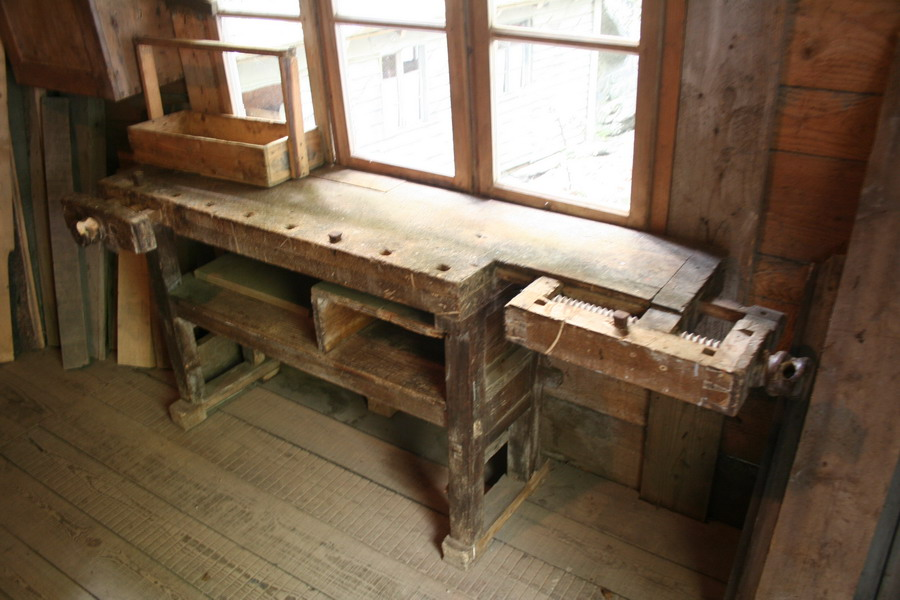
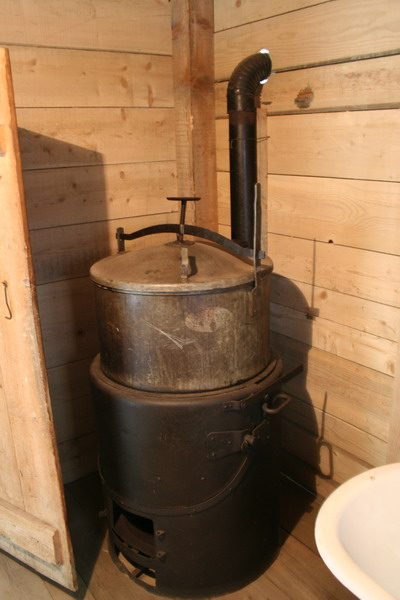